# Juan de Uceda

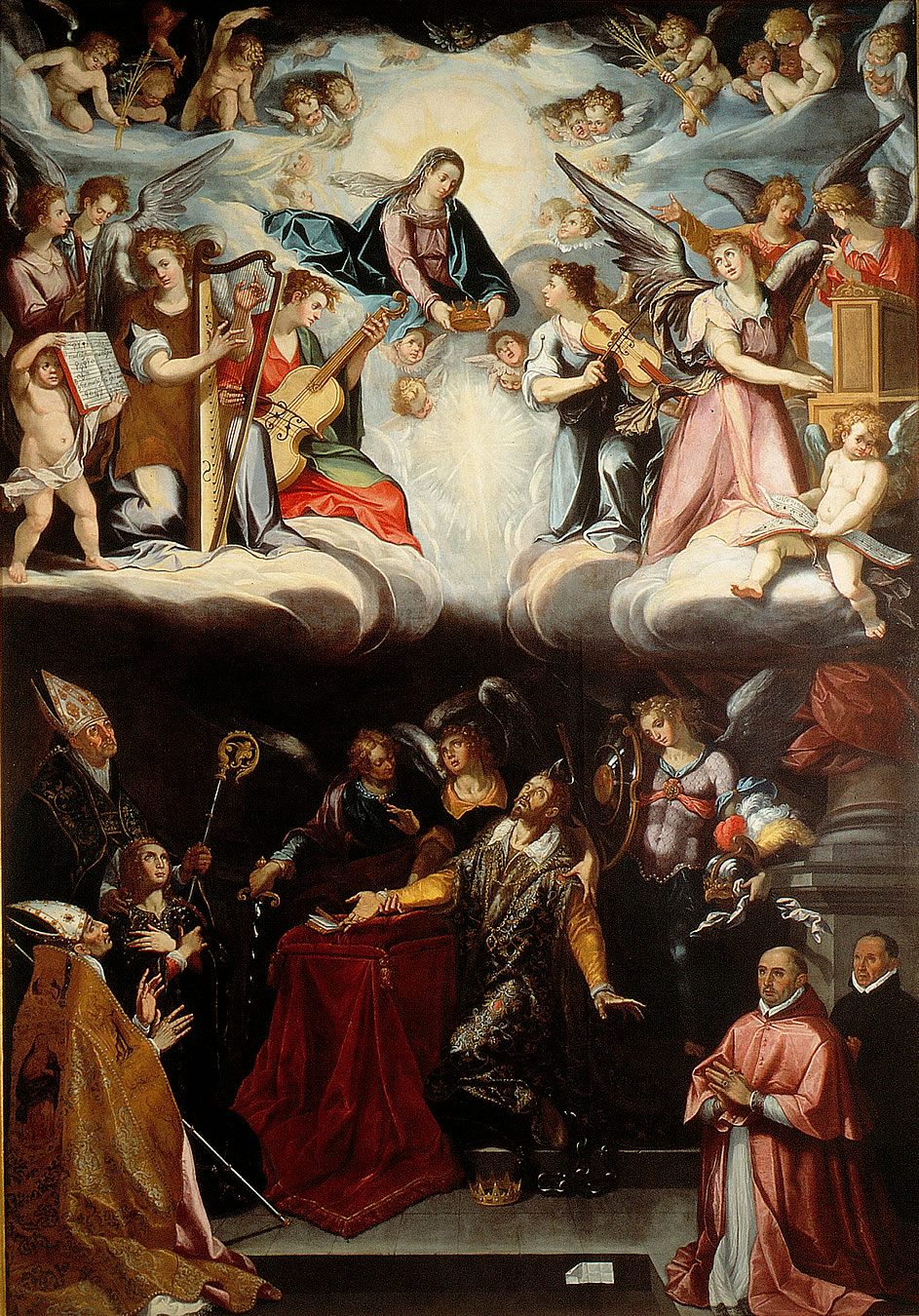
El tránsito de San Hermenegildo, Museo de Bellas Artes de Sevilla.

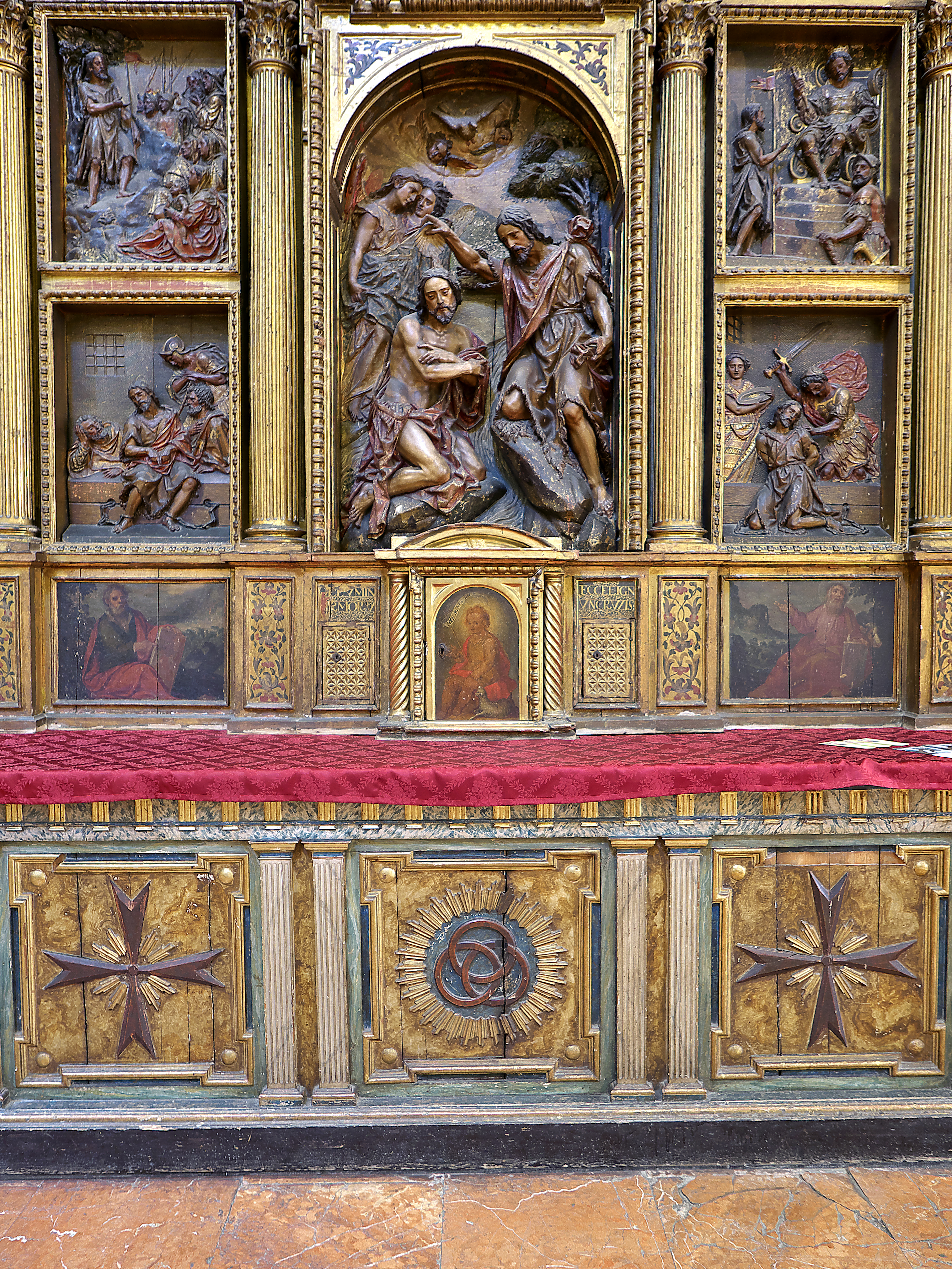
Juan Martínez Montañés contrata con Juan de Uceda la policromía (1610)

Juan de Uceda Castroverde (Sevilla, 1570-ibídem, 1631), fue un pintor español.

## Biografía y obra
Sobre sus primeros años, se tienen pocos datos, se supone que nació en Sevilla alrededor de 1570, debió realizar su aprendizaje en el taller de Alonso Vázquez, finalizando el mismo en 1590.
En 1593, comienza su actividad artística de forma independiente, pero su primera obra conocida es de 1603, se trata de El tránsito de San Hermenegildo, óleo de gran formato que le fue encargado a Alonso Vázquez como glosa a este santo, para ser colocado en el retablo principal de la iglesia del Hospital de San Hermenegildo de Sevilla. Vázquez comenzó el trabajo, que dejó sin terminar por su marcha a México, siendo Juan de Uceda el encargado de completarlo. A él pertenece la parte superior del mismo, donde puede verse a la Virgen María rodeada de ángeles músicos situados entre las nubes que esperan la subida al cielo del santo para coronarlo. Esta obra de se encuentra actualmente en el Museo de Bellas Artes de Sevilla.
A partir de aquí el estilo de Uceda fue evolucionando desde el manierismo al naturalismo, influenciado sin duda por artistas como Juan de Roelas, por entonces muy activo en la ciudad.
En 1623 pinta Trinidad en la Tierra (Museo de Bellas Artes de Sevilla), obra muy importante en su trayectoria, la única que conocemos firmada por su autor,  siendo el tema de la misma tomado como modelo por otros pintores como Bartolomé Esteban Murillo.
De 1625 data su Inmaculada Concepción con San José, San Benito y San Francisco (Iglesia de San Vicente de Sevilla) y  La Adoración de los Pastores (Carmona, colección particular).
Alrededor de 1629 se le encargan las pinturas del Retablo Mayor de la Iglesia de San Vicente de Sevilla, obra que dejó inconclusa a su muerte y sería terminada por Francisco Varela.
Entre los lienzos atribuidos, se pueden citar El martirio de San Vicente en el potro y La historia de la cama de rosas (Iglesia de San Vicente) y Cristo Servido por Ángeles (capilla del Cristo de Maracaibo de la Catedral de Sevilla).